# 三岔街道
三岔街道，原为三岔镇，是四川省简阳市下辖的一个乡镇级行政单位。面积62平方公里，人口33455人。2019年12月，撤镇设街道，三岔街道办事处驻三岔街6号。

## 区位
距简阳市区32公里，成都市区55公里。南与眉山市仁寿县隔湖相临，西临成都双流区，北靠成渝高速公路。

## 资源
三岔是简阳市旅游重镇，辖区内的三岔湖是国家三A级风景区，是四川省规划的新五大旅游精品区“两湖一山”风景区的重要组成部分。

## 行政区划
现辖：
三岔街社区、长兴街社区、八角村、板桥村、高厂村、光荣村、国宁村、国兴村、好桅村、花厂村、坚石村、毛家祠村、清庙村、清水堰村、石河埝村、石庄村、四耳村、万福村和汪家村。